# کارولین لنگریش
کارولین لنگریش (انگلیسی: Caroline Langrishe؛ زادهٔ ۱۰ ژانویهٔ ۱۹۵۸) یک هنرپیشه اهل انگلستان است. وی از سال ۱۹۷۶ میلادی تاکنون مشغول فعالیت بوده‌است.

## بخشی از فیلمشناسی
از فیلم‌ها یا برنامه‌های تلویزیونی که وی در آن نقش داشته‌است می‌توان به آثار زیر اشاره کرد.

### سینمایی
| سال  | فیلم                                         | نقش              | توضیحات |
| ---- | -------------------------------------------- | ---------------- | ------- |
| ۱۹۷۸ | چه کسی در حال کشتن سرآشپزهای بزرگ اروپا است؟ | Loretta          |         |
| ۱۹۹۹ | عکس جدایی                                    |                  |         |
| ۱۹۹۹ | معامله‌گر سرکش                                | Ash Lewis        |         |
| ۲۰۰۵ | کیسنا: شاعر جنگجو                            | Jennifer Beckett |         |
| ۲۰۱۱ | آشپزی از صمیم قلب                            | Liz              |         |

## تلویزیونی
| سال        | فیام                                   | نقش                           | توضیحات                                                  |
| ---------- | -------------------------------------- | ----------------------------- | -------------------------------------------------------- |
| ۱۹۷۸       | بینوایان (فیلم ۱۹۷۸)                   | کوزت                          | تله‌فیلم                                                  |
| ۱۹۸۱       | داستان‌های باورنکردنی (سریال تلویزیونی) | Ellen                         | قسمت: "Shatterproof"                                     |
| ۱۹۸۶       | حماقت مرد مرده (فیلم)                  | Sally Legge                   | تله‌فیلم                                                  |
| ۱۹۸۸       | شب دوازدهم (فیلم ۱۹۸۸)                 | Olivia                        | تله‌فیلم                                                  |
| ۱۹۹۱       | پوآرو (مجموعه تلویزیونی)               | Marguerite Clayton            | قسمت: "The Mystery of the Spanish Chest"                 |
| ۲۰۱۰, ۲۰۱۷ | آدمکشان میدسامر                        | Susan Fincher, Janey Rafferty | قسمت‌های: "Blood on the Saddle", "The Curse of the Ninth" |
| ۲۰۱۱       | هالیوکس                                | Judith Harper-McBride         | قسمت‌های: "۱٫۳۲۴۴", "۱٫۳۲۴۵"                              |